# Theoloog der Nederlanden
De titel Theoloog der Nederlanden (van 2014 tot 2025 Theoloog des Vaderlands) wordt in Nederland jaarlijks door een jury toegekend aan een academisch theoloog die gezien wordt als ambassadeur van de theologie. Van 2011 tot en met 2014 heette deze titel of prijs ook wel Theologie podiumprijs, Theoloog van het jaar of Meest spraakmakende theoloog. Een aantal jaar werd tevens een Jonge Theoloog des Vaderlands aangewezen.

## Geschiedenis
Een theoloog die zich in het voorgaande jaar in het publieke debat opvallend verdienstelijk had gemaakt, ontving de prijs in de periode 2011-2015. In 2016 werd de titel toegekend aan een jonge theologe die de opdracht meekreeg in het daarop volgende jaar ambassadeur te zijn van de theologie in Nederland. In 2017 was er geen leeftijdsgrens bij de toekenning van de nominaties. Wel bleef de ambassadeursrol gedurende het jaar dat men de titel draagt leidend bij de toekenning van de prijs; de winnaar ontving 10.000 euro ten behoeve van een zelf uit te voeren project om de theologie bij een breed publiek over het voetlicht te brengen. Vanaf 2018 werd de winnaar van de prijs intern aangewezen door de deelnemende organisaties aan de Nacht van de Theologie. 
Deze prijs wordt georganiseerd door onder andere dagblad Trouw, de omroepen EO en KRO-NCRV, uitgevers, theologisch faculteiten en hogescholen en werd voor het eerst in 2011 uitgereikt. De uitreiking is tijdens de Nacht van de Theologie. Dan wordt ook het Beste Theologische Boek van het jaar bekendgemaakt. In 2018, 2019, 2021, 2023 en 2024 werden respectievelijk Rik Zweers, Mark de Jager, Tabitha van Krimpen, Thelma Schoon en Júlia Herku aangewezen tot Jonge Theoloog des Vaderlands aangewezen. 
| Jaar | Winnaar                  | Shortlist       | Shortlist            | Jonge theoloog      |
| ---- | ------------------------ | --------------- | -------------------- | ------------------- |
| 2011 | Frank Bosman             | Manuela Kalsky  | Herman Selderhuis    |                     |
| 2012 | Erik Borgman             | Janneke Nijboer | Judith Cooiman-Bouma |                     |
| 2013 | Ruben van Zwieten        | Rikko Voorberg  | Orlando Bottenbley   |                     |
| 2014 | Paul van Geest           | Manuela Kalsky  | Dick Couvée          |                     |
| 2015 | Bisschop Gerard de Korte | Tom Mikkers     | Jacobine Geel        |                     |
| 2016 | Janneke Stegeman         | Pim Brouwer     | Peter-Ben Smit       |                     |
| 2017 | Claartje Kruijff         | Almatine Leene  | Rikko Voorberg       |                     |
| 2018 | Stefan Paas              |                 |                      | Rik Zweers          |
| 2019 | Samuel Lee               |                 |                      | Mark de Jager       |
| 2020 | Almatine Leene           |                 |                      |                     |
| 2021 | Thomas Quartier osb      |                 |                      | Tabitha van Krimpen |
| 2022 | Katja Tolstaja           |                 |                      |                     |
| 2023 | Kees van Ekris           |                 |                      | Thelma Schoon       |
| 2024 | Mirella Klomp            |                 |                      | Júlia Herku         |